# 旧宮駅
座標: 北緯39度48分26秒 東経116度27分39秒 / 北緯39.807203度 東経116.460773度
旧宮駅（きゅうきゅうえき）は北京市大興区に位置する北京地下鉄亦荘線の駅である。

## 駅構造
- 相対式ホーム2面2線を有する高架駅。[2][3]

## 歴史
- 2010年12月30日 - 開業。

## 隣の駅
北京地下鉄
■亦荘線
小紅門駅 - 旧宮駅 - 亦荘橋駅